# Маслаченко Володимир Микитович
Володи́мир Маслаче́нко (5 березня 1936, Васильківка, Дніпропетровська область, Українська РСР — 28 листопада 2010, Москва, Росія) — радянський футболіст, за національністю українець. Заслужений майстер спорту СРСР (1969).
Грав на позиції воротаря, був одним з найкращих радянських воротарів кінця 1950-х — першої половини 1960-х років. Після завершення футбольної кар'єри став одним з найвизначніших спортивних коментаторів СРСР, а потім і Росії.
Жив і працював у Москві. Був одружений, дружина Ольга Леонідівна. Мав сина та двох внучок.

## Життєпис

### Футбол
За роки виступів Володимир Маслаченко провів 315 матчів у чемпіонаті СРСР, у тому числі 196 у складі московського «Спартака». Завоював титул чемпіона СРСР (1962), тричі був володарем Кубка СРСР (у 1957, 1963 і 1965). 1957 року був включений до основного складу збірної СРСР, захищав ворота національної збірної на чемпіонаті світу з футболу 1958.
Член Клубу Льва Яшина, що об'єднує воротарів, які відіграли «на нуль» понад 100 офіційних матчів. 1961 року отримав приз «Воротар року» імені Льва Яшина. Крім московського «Спартака» на зорі футбольної кар'єри, Володимир Микитович грав за клуби: «Спартак» (Кривий Ріг), «Металург» (Дніпропетровськ), «Локомотив» (Москва).
У 1972—1973 роках працював за контрактом тренером-координатором Національної збірної і декількох футбольних клубів в республіці Чад.

### Телебачення
Після закінчення футбольної кар'єри пішов у журналістику. Коментатором Всесоюзного радіо і Центрального телебачення Держтелерадіо СРСР пропрацював з невеликою перервою з 1970 по 1991 роки (в 1972–1973 роках Маслаченко намагався знайти себе як тренер). З 1973 по 1990 роки був спортивним коментатором програми «Час» на Центральному телебаченні. Пізніше був футбольним коментатором телеканалу «НТВ-Плюс Футбол». Крім НТВ, коментував ще й на Першому каналі.
18 листопада 2010 Маслаченко був доставлений в лікарню з гострим гіпертонічним кризом, пізніше у нього був діагностований інсульт .
Помер вранці 28 листопада 2010.

### Досягнення
- Чемпіон Європи: 1960
- Чемпіон СРСР: 1962
- Срібний призер чемпіонату СРСР: 1959, 1963, 1968
- Володар Кубка СРСР: 1957, 1963, 1965
- 1961 року журналом «Огонёк» був визнаний найкращим воротарем країни[6]
- 2000 року став лауреатом національної премії в галузі телебачення «ТЕФІ»

### Нагороди
- Орден Дружби (2007)
- Орден «Знак Пошани»
- Медаль ордену «За заслуги перед Вітчизною» II ступеня (1997)
- Медаль «За трудову відзнаку»

## Цікаві факти
- 1988 року привіз у Радянський Союз перший сноуборд[7].
- Коментував фінальний матч з футболу на Олімпіаді 1988, в якому команда СРСР здобула перемогу, і відтоді, з усіх пострадянських збірних з футболу, на Олімпіаду потрапляли лише збірна Білорусі у 2012-му році, та збірна України у 2024-му.
- У 1992—1994 роках очолював федерацію фрістайлу Росії.
- 2009 року про Маслаченка був знятий документальний фільм «Людина вільного стилю». Автор сценарію Є. Богатирьов. Режисери В. Водинскі та Є. Богатирьов[8].